# Grêmio Osasco Audax
El Grêmio Osasco Audax, conegut com a Audax és un club de futbol brasiler, de la ciutat de Osasco, a l'estat de São Paulo. El seus colors son vermell i blanc.

## Història
El Club fou fundat en 1985 en São Paulo pel empresari Abílio Diniz amb el nóm de Pão de Açucar Esporte Clube. En 2004, va ser professionalitzat. En 2008, guanya seu primer títol, el campionat paulista de segona divisió. En 2011, já a la série A2, el club canvia de nom per a Audax São Paulo. En l'any 2013, el Audax canvia a Osasco i novament de nóm per Grêmio Osasco Audax. El 2016, arriba a final del campionat paulista, però perdre el títol para el Santos. Més en els dos anys següents, acaba amargant dos descensos seguits, quedant als últims llocs dels campionats. Actualment disputa la Série A2, després de tornar de la queda.
El club té els seus rivals el Grêmio Osasco i el EC Osasco.

## Estadi
El Audax mana seus jocs a l'Estadi José Liberatti, fundat en 1996, amb a capacitat per a 18.000 persones.

## Palmarés
- 2 Campionat paulista Sèrie A-3: 2019
- 1 Campionat paulista Segona Divisió: 2008